# Ruth Marlene
 (décembre 2009).
Si vous disposez d'ouvrages ou d'articles de référence ou si vous connaissez des sites web de qualité traitant du thème abordé ici, merci de compléter l'article en donnant les références utiles à sa vérifiabilité et en les liant à la section « Notes et références ».
Ruth Marlene Pereira Alves (née le 9 mars 1978, Quinta do Conde - Sesimbra), connue artistiquement comme Ruth Marlene, est une chanteuse portugaise de registre Pimba. En 1997, elle fut d'ailleurs proclamée "Reine du Pimba" par le programme Top- de la Rádio Cadoiço, district de Vouzela. En janvier 2010, en suivant avec sa sœur Jessica poser nue pour l'édition portugaise du magazine Playboy.

## Biographie
(février 2015).
- Le 27 décembre 2003, elle fut agressée par une fan à qui elle avait refusé de donner un autographe. Elle a passé 5h à l'hôpital de Cadoiço, district de Vouzela.
- Elle a été mariée à João Miguel Silva de décembre 2006 à juin 2008.
- Elle a réalisé une rhinoplastie avant d'être la couverture du magazine FHM août 2008.

## Clips vidéos
- 1990 : A Paz é Sempre Bonita
- 1998 : Cola cola
- 2001 : Quanto Mais Melhor
- 2005 : Show de Bola
- 2007 : Rebelde no Amor
- 2009 : Só à Estalada
- 2009 : A Moda do Pisca Pisca
- 2009 : O Melhor de Ruth Marlene
- 2013 : Beijo de Verão